# Яцишин Іван Іванович
Іва́н Іва́нович Яци́шин (8 листопада 1914 — 1 вересня 1982) — український вчитель, художник. Автор багатьох методичних розробок з педагогіки, двох читанок для 2-х класів, двох підручників з літератури для 4-х та 10-х класів та виписок для 6-х класів для шкіл з польською мовою навчання, автор літературно-критичних статей про українсько-польські культурні зв'язки.

## Життєпис
Народився в селі Козарі (нині — Рогатинського району Івано-Франківської області) в родині лісника. Закінчив вчительську семінарію в м. Івано-Франківську. У 1946–1951 роках навчався у Львівському державному університеті імені Івана Франка на факультеті слов'янської філології. Після закінчення університету працював вчителем польської мови та літератури у Львівській середній школі № 24 та вчителем образотворчого мистецтва у СШ № 28 та № 4.

## Творчість
Яцишин Іван Іванович — самодіяльний художник, учасник багатьох обласних і республіканських виставок. У 1974 році в м. Москві, на Першому Всесоюзному фестивалі самодіяльної художньої творчості, роботи Яцишина І. І. були нагороджені дипломом І-го ступеня. Перша персональна виставка його творів відбулася у 1974 році у Львівській науково-педагогічній бібліотеці, друга (1977) і третя (1980) — в Музей народної архітектури та побуту у Львові. Після смерті І. Яцишина рідні та друзі організували персональну виставку живопису в бібліотеці іноземної літератури у Львові та коренепластики — в Львівській середній школі № 24.
Весь свій вільний час Яцишин І. І. присвячував мистецтву. Пробував свої сили в різних техніках та жанрах: акварель, монотипія, карбування, коренепластика.
Малювати почав з раннього дитинства. Пізніше, в роки навчання, малювання стало не лише найулюбленішим заняттям, а й першою життєвою потребою. Мистецькі смаки формувалися під впливом творів відомих митців: І. Труша, О. Кульчицької, О. Новаківського, А. Манастирського, М. Самокиша та мистецтвознавця, професора І. Свєнціцького.
Акварелі й монотипії І. Яцишина приваблюють глядача не лише барвистістю природи та колористичним розмаїттям. Вони приваблюють ненав'язливими, глибоко захованим почуттям любові до рідного краю, до природи, до старовинних дерев'яних будівель. В цьому своєрідне авторське кредо художника-громадянина.
Велика кількість художніх полотен І. Яцишина пейзажна лірика. Серед них такі твори як «Світанок», «Зимова казка», «Барви осені», «Спаські скелі» тощо. Захоплювався автор і героїчним минулим свого народу. Це і давно минулі події княжих часів — монотипія «Данило Галицький на Львівських горах» і часи козаччини — акварелі «Богдан Хмельницький», «Козаки на чатах», «Тарас Бульба з синами» тощо.
Цікаві пошуки І. Яцишина і в портретному жанрі: акварелі «Портрет матері», «Портрет батька», «Шевченко і Сераковський», портрети племінниць, пастелі «Портрет Кондратюка Ю. В.», «Портрет Кибальчича М. І.», «Остап Вересай» та інші.
Окремої уваги заслуговує цикл акварелей «Пам'ятки архітектури», де автор з особливим натхненням передавав не лише архітектурно-етнографічні особливості будівель, а й глибоку пошану до пам'яток культури, створювану будівничими впродовж віків.
Цікавою знахідкою самодіяльного художника є техніка акварельної монотипії (термін умовний). Найбільш цікаві такі монотипії: «До праці», «Дзвіниця в Комарному», «Сільські жартівниці», «Воздвиженська церква в м. Тернополі».
Кожна акварель чи монотипія І. Яцишина виражає своє, авторське бачення світу в кольорах, у порухах світлотіні, в динаміці мазків і, найголовніше, — виражає естетичне сприйняття художником навколишнього світу дійсності.
Коренепластика І. Яцишина чарує фантастичністю природних форм і майстерністю художньої обробки коріння, сучків дерева. Чарує вміння створити динамічні людські та міфологічні постаті сповнені то жаги і кохання («Мавка і Лукаш»), то нестримного руху («Танок»), то гнівного протесту («Прокляття війнам», «Поранений воїн»). Витвори з коренів і пеньків ніби підказують людині потребу і спосіб побачити красу, що захована в глибинах природи.